# Plommons
Plommons är en svensk musikgrupp med enbart kvinnor som bildades 1964, upplöstes 1967 och återförenades 1985. De är fortfarande verksamma. 

## Historik
Plommons bildades av fyra unga kvinnor i Sundbyberg och fick sitt namn efter en av medlemmarna, Eva Håkansson (nu Soelberg), som hade smeknamnet ”Plommon”. Gruppen hade sin första viktiga spelning vid en popbandstävling på Nalen 1965. Därefter uppträdde de på Skansen och Gröna Lund, vilket blev deras genombrott och ledde till en folkparksturné. Under de följande åren framträdde de i poprogrammet Drop in på SVT, spelade in skivor och turnerade i Sverige, Finland, Danmark och Tyskland. Plommons var förband till The Who när de spelade på Hovet i Stockholm. Gruppen upplöstes 1967 när basisten ”Plommon” och trummisen Ewa Kroon började studera på universitetet. Sångerskan och gitarristen Maud Lindqvist startade då ett nytt band, Sunny Girls.
Plommons återförenades 1985 och spelar fortfarande. De har kombinerat spelandet med yrkesarbete som lärare. Repertoaren består mest av covers från 1960-talet. Några av gruppens mest kända covers är Stupid Cupid, Be My Baby, Tennessee Waltz, The Locomotion och Da Doo Ron Ron, men de spelar även låtar av Maud Lindqvist, bland dem Last Train To Liverpool från 1966. Last Train To Liverpool ingår i samlingsalbumet Från Plommons till Drain: svenska tjejrockband 1966–1999 som gavs ut av Svenskt Rockarkiv 2002.
2020 deltog Plommons i TV-programmet Talang.

## Medlemmar
1966
- Maud Lindqvist, sång och gitarr
- Eva Håkansson (nu Soelberg), bas
- Eva Kroon Bisenius, trummor
- Ninni Granelli, keyboard

1991-2013
- Maud Lindqvist
- Eva Soelberg
- Eva Kroon Bisenius
- Margareta Stark Theander

2013 - 2015
- Maud Lindqvist
- Eva Soelberg
- Eva Kroon Bisenius
- Ninni Granelli
- Christina Dannberg

2016 -
Maud Lindqvist
Eva Soelberg
Eva Kroon-Bisenius
Christina Dannberg

## Diskografi
- Hungry For Love (1966)
- Are You Sure (1966)
- Malaika (1967)
- Plommons 2012